# Capino Capini
Capino Capini (Mantova, 1490 – Mantova, 1545) è stato un condottiero e ambasciatore italiano, militò con la sua compagnia di ventura al servizio della Repubblica di Venezia, dello Stato della Chiesa,  e del Sacro Romano Impero.

## Biografia
Il marchese Giovan Francesco Capi, detto Capino da Mantova, Capino de Capo o ancor meglio Capino Capini, fu un capitano di ventura al soldo della Repubblica di Venezia, dello Stato della Chiesa e del Sacro Romano Impero. Nell'ottobre del 1513 partecipò con i veneziani alla battaglia de La Motta e si distinse per valore nonostante la pesante sconfitta.
Nel 1521 militò per lo Stato Pontificio agli ordini del marchese Federico Gonzaga. Assoldato dalla Chiesa con l'elezione del Pontefice Clemente VII sostituì Ugo Rangoni come governatore della città di Piacenza, e nel maggio del 1526 alla morte di Paolo Vettori, fu mandato dal Pontefice Clemente VII in Francia come ambasciatore; nel 1531 rientrò a Mantova.
Nell'ottobre dell'anno successivo, agli ordini di Luigi Gonzaga, assediò in Vicovaro Napoleone Orsini, ma nel dicembre con la morte del Gonzaga in combattimento per una palla d'archibugio, Capino da Mantova gli succedette nel comando della sua compagnia, e nelle sue volontà testamentarie, lo stesso condottiero gli concedette una provvigione annua di 200 scudi ed il possesso di una casa a Fondi.
Nel 1536 si mise sotto gli stipendi dei francesi. Nel luglio del 1537 si schierò con i fuoriusciti toscani contro Firenze: operò nel bolognese e in Toscana con Piero Strozzi al comando di 1.400 fanti e 50 cavalieri. Nel 1544 passò con gli imperiali all'assedio di Alba, ma attaccato dall'ex comandante Piero Strozzi, subito si arrese.